# Ihor Kornijeć
Ihor Wasylowycz Kornijeć, ukr. Ігор Васильович Корнієць, ros. Игорь Васильевич Корниец, Igor Wasiljewicz Kornijec (ur. 14 lipca 1967 roku w Kijowie) – ukraiński piłkarz, grający na pozycji obrońcy, a wcześniej pomocnika, trener piłkarski.

## Kariera piłkarska

### Kariera klubowa
Wychowanek klubu Dynamo Kijów, w drużynie rezerw którego rozpoczął karierę piłkarską. W latach 1985–1986 występował w farm klubie Dynamo Irpień. W 1988 debiutował w podstawowym składzie Dynama. Następnie występował w klubach Metałurh Zaporoże oraz Szachtar Donieck. W 1992 wyjechał do Polski, gdzie został piłkarzem Lecha Poznań. Ale po roku powrócił na Ukrainę. Najpierw bronił barw Czornomorca Odessa, a potem rosyjskich klubów Rotor Wołgograd oraz Arsenał Tuła. Również występował w amatorskim zespole Syhnał Odessa, a zakończył karierę piłkarską w Olimpii FK AES Jużnoukraińsk.

## Kariera trenerska
Jeszcze będąc piłkarzem Olimpii FK AES Jużnoukraińsk łączył również funkcje trenerskie. W latach 2003–2005 poszukiwał talenty dla Metalista Charków, a potem pomagał trenować drużynę rezerwową Metalista. Potem pracował w sztabie szkoleniowym FK Charków.

## Sukcesy i odznaczenia

### Sukcesy klubowe
- mistrz Polski: 1991/1992, 1992/1993
- wicemistrz ZSRR: 1988
- wicemistrz Ukrainy: 1995
- wicemistrz Rosji: 1997
- brązowy medalista Mistrzostw Rosji: 1996
- finalista Pucharu Rosji: 1995

### Odznaczenia
- tytuł Mistrza Sportu ZSRR: 1991